# باغ‌نظر
باغ نظر، روستایی است از توابع بخش مرکزی شهرستان تنکابن در استان مازندران ایران.
از این روستا به عنوان یک منطقه توریستی بسیار زیبا و با طبیعتی بکر یاد میشود.

## جمعیت
این روستا در دهستان میرشمس‌الدین قرار دارد و براساس سرشماری مرکز آمار ایران در سال ۱۳۸۵، جمعیت آن ۲۵۶ نفر (۶۹خانوار) بوده‌است.